# Kunst im öffentlichen Raum in Lüdenscheid
Kunst im öffentlichen Raum in Lüdenscheid umfasst öffentlich zugängliche Plastiken, Skulpturen, Brunnen, Wandmalereien, Mosaike und Graffiti im Gebiet der sauerländischen Stadt Lüdenscheid. Die nachstehende Liste von Kunstwerken im öffentlichen Raum ist nicht vollständig. Sie wird kontinuierlich ergänzt.

## Liste
| Bild                               | Titel/Bezeichnung                        | Standort                                                                                                 | Künstler                              | Entstehung        | Anmerkungen |
| ---------------------------------- | ---------------------------------------- | --- | ------------------------------------- | ----------------- | --- |
| weitere Bilder                     | Selve-Brunnen                            | Freiherr-vom-Stein-Straße 15 Lage                                                                        | Luigi Calderini                       | 1910 (Einweihung) | Brunnen mit überlebensgroßer Plastik des Lüdenscheider Industriellen Hermann Dietrich Selve († 1881) |
| weitere Bilder                     | Erwachender                              | Parkstraße 69 Lage                                                                                       | Willy Meller                          | 1935              | Figur des Kriegerehrenmals in Lüdenscheid |
|                                    | Großer Wächter                           | Ecke Knapper Straße/Lösenbacher Straße Lage                                                              | Georg Kolbe                           | 1937              | Überlebensgroße Bronzeplastik |
|                                    | Komposition mit Keil                     | Ecke Sauerfelder Straße/Hohfuhrstraße Lage                                                               | Nikolaus Gerhart                      | 1978              | Finnischer Granit, 115 × 250 cm |
| weitere Bilder                     | Onkel Willi und Felix                    | Sternplatz Lage                                                                                          | Waldemar Wien                         | 1978              | Bronzeplastik, die 1981 aufgestellt wurde |
| weitere Bilder                     | Ohne Titel                               | Graf-Engelbert-Platz 6 Lage                                                                              | Erich Reusch                          |                   | Zweiteiliger Bronzebrunnen vor der Stadtbücherei. Die Skulptur besteht aus einem Kubus, Kantenlänge ca. 1 m, und einer Kreisform mit aus der Mitte sprudelndem Wasser |
| weitere Bilder                     | Brunnen                                  | Graf-Engelbert-Platz Lage                                                                                | K. T. Neumann                         | 1982              | Der Brunnen ist dem Stadtgründer Graf Engelbert I. von der Mark gewidmet. Auf seiner Spitze ist ein Herold zu sehen, der die Gründungsurkunde überbringt. |
|                                    | Brunnen                                  | Kirchplatz Lage                                                                                          | Waldemar Wien                         | 2011              | Brunnen in der Oberstadt im Schatten der Erlöserkirche |
| weitere Bilder                     | Armillarsphäre                           | Buckesfelder Straße 73 auf dem Hang östlich des Lehrerparkplatzes der Richard-Schirrmann-Realschule Lage | K. T. Neumann                         | 1968              | 3 Meter hohe Edelstahlplastik auf einem Sockel. Mit der Plastik Armillarsphäre soll die Bewegung von Himmelskörpern dargestellt werden. |
| weitere Bilder                     | Säulenwand                               | Saarlandstraße 5 auf dem Schulhof des Bergstadt-Gymnasiums Lage                                          | Kurt Kornmann                         | 1974              | Kunststoffplastik, im Dunkeln illuminiert und Wahrzeichen des Bergstadt-Gymnasiums. Zwei mal zwei gleiche Säulen, die einander wechselweise zugeordnet sind. |
| weitere Bilder                     | 11/75                                    | Sauerfelder Straße Lage                                                                                  | Erich Hauser                          | 1975              | Skulptur aus Edelstahl mit quadratischem Grundriss (250 cm × 250 cm) und einer Höhe von 130 cm im Stadtgarten am Kulturhaus. |
| weitere Bilder                     | Geöffnetes Quadrat                       | Mercure Hotel Parkstraße 66 Lage                                                                         | Carlernst Kürten                      | 1990              | |
| weitere Bilder                     | Seevögel                                 | Staberger Straße 10 am Zeppelin-Gymnasium Lage                                                           | K. T. Neumann                         | 1967              | Geschweißte Edelstahlskulptur in einer Höhe von 3 Meter |
| weitere Bilder                     | Palucca                                  | Obertinsberger Straße 27/29 Lage                                                                         | K. T. Neumann                         | 1972              | 3 Meter hohe Stahlskulptur |
| weitere Bilder                     | Drei Volumina                            | Sauerfelder Straße im Stadtgarten am Kulturhaus Lage                                                     | Ansgar Nierhoff                       | 1974/1975         | Dreiteilige Edelstahlskulptur im Stadtgarten am Kulturhaus. Im Volksmund wird die Skulptur auch die drei „Blechdosen“ genannt. |
| weitere Bilder                     | Pipeline, Linearbeschleuniger am Hang    | Parkstraße 66 (nordöstlich des Gebäudes) Lage                                                            | Rolf Nolden                           | 1988/1989         | 3 Tonnen schwere, 19,29 Meter lange, in 12 Segmente geteilte Stahlrohrskulptur mit einem Durchmesser von 45,7 cm im Lüdenscheider Stadtpark. Die einzelnen Segmente sind auf einen Stahlträger geschweißt. Sie befindet sich etwa 75 Meter nordöstlich des Hotelgebäudes. |
| weitere Bilder                     | Lichtbänke                               | Rathausplatz 2 (Innenhof) Lage                                                                           | Stefan Sous                           | 2006              | Bänke mit durchsichtigen Sitzflächen und Lehnen, in denen sich Leuchtstoffröhren befinden. Vor 2020 befanden sich die Bänke im Stadtgarten am Kulturhaus in der Sauerfelder Straße.                                                                                       |
| weitere Bilder                     | Phänomenta-Turm                          | Gustav-Adolf-Straße 9–11 (Science Center Phänomenta Lüdenscheid) Lage                                    | schneider+schumacher/KKW Architekten  | 2015              | Architektonische Skulptur. Die Stahl-Membran-Konstruktion hat eine Höhe von 76,1 Meter. |
| weitere Bilder                     | Hulda                                    | Rathausplatz 1 Lage                                                                                      | K. T. Neumann                         | 1977              | Plastik der Wirtin Hulda Brünninghaus am denkmalgeschützten „Haus Hulda“. |
| Skulptur „Der kleine Prinz“        | Der kleine Prinz                         | Luisenstraße 15 Lage                                                                                     | K. T. Neumann                         |                   | Schmiedeeiserne Skulptur am denkmalgeschützten Gebäude der Begegnungsstätte/des Cafés Der kleine Prinz. Dargestellt wird die Figur aus dem Buch Der kleine Prinz von Antoine de Saint-Exupéry. Motive aus dem Buch umrahmen die Figur.                                    |
| 3D-Straßenmalerei                  | 3D-Straßenmalerei Wasserfall             | Karusselplatz 1/Wilhelmstraße 30 Lage                                                                    |                                       | 2020              | Dreidimensionale Straßenmalerei in der Fußgängerzone. Gebrauchskunst zur Verschönerung der Innenstadt. |
| Graffiti Kind mit Weltkugel        | Graffito Kind mit Weltkugel              | Schillerstraße 4 Lage                                                                                    | Falk Lehmann (Pseudonym Akut)         | 2020              | Das Graffito wurde als Teil der Lüdenscheider „Vision 58“ im Rosengarten durch den Streetart-Künstler „Akut“ angebracht. |
| Person mit Megafon gegen Rassismus | Graffito In my future there is no racism | Thünentreppe Lage                                                                                        | Davis Pahl (Pseudonym „Fuchs + Rabe“) | 2020              | Das Graffito soll eine Person mit Megafon zeigen, die sich gegen Rassismus ausspricht. |
|                                    | Der müde Wanderer                        | Friedhof                                                                                                 | Wilhelm Wandschneider                 | 1920              | Das Grabdenkmal für eine Familiengruft besteht aus einer Hohlguss-Skulptur auf einem Werksteinsockel und steht unter Denkmalschutz. |